# Sextus Aelius Paetus Catus
Ne doit pas être confondu avec Sextus Aelius Catus.
Pour les articles homonymes, voir Élien et Aelius Paetus.
Sextus Ælius Paetus, surnommé Catus (« l'astucieux »), est le premier jurisconsulte romain. 

## Biographie
Appartenant à la gens des Aelii, il est aussi le frère de Publius Aelius Paetus, consul en 201 av. J.-C.
Il est édile curule en 200 av. J.-C., avec pour collègue Marcus Claudius Marcellus. Ils distribuent au peuple le blé venu d'Afrique, au prix modique de deux as le boisseau et célèbrent en grande pompe les jeux romains, 
Il est consul en 198 av. J.-C.. Il reçoit par tirage au sort la gestion de l'Italie. Selon Pline l'Ancien, des ambassadeurs étoliens qui le trouvèrent dînant avec de la vaisselle de terre, lui envoyèrent en cadeau de la vaisselle d'argent, qu'il refusa. Et à la fin de sa vie, il ne possédait que deux coupes en argent, cadeau de son beau-père Paul Émile.
Aelius Paetus est censeur en 194 av. J.-C. avec Caius Cornelius Cethegus. Ils actualisent la liste des sénateurs en n'éliminant que trois personnages et en inscrivant P. Scipion comme princeps senatus. Ils ordonnent aussi que les édiles réservent des places pour les sénateurs lors des jeux qu'ils donneront.
Il a écrit un ouvrage (perdu) en trois parties appelé Tripertita, qui contenait le texte de la loi des Douze Tables, dont certains termes n'étaient à son époque déjà plus bien compris et nécessitaient un commentaire (qu'il qualifie d'interpretatio), ainsi que les formules rituelles de procédure judiciaire (legis actiones). Pomponius qualifia plus tard cet ouvrage de « berceau du droit » (cunabula iuris), connu aussi sous le nom de Ius Aelianum (Droit Élien).